# 格倫菲爾德鎮區 (北達科他州福斯特縣)
格倫菲爾德鎮區（英語：Glenfield Township）是位於美國北達科他州福斯特縣的一個鎮區。

## 地方資料
格倫菲爾德鎮區的面積為92.81平方千米，當中陸地面積為92.46平方千米，而水域面積為0.35平方千米。根據2020年美國人口普查的數據，當地共有人口50人，而人口密度為每平方千米0.54人。